# توماس بيرثولد
توماس بيرثولد (بالألمانية: Thomas Berthold) من مواليد 12 نوفمبر 1964 ، لاعب كرة قدم ألماني سابق.
لعب مع منتخب ألمانيا لكرة القدم.

## مسيرته الكروية
لعب توماس بيرثولد خلال مسيرته الاحترافية مع 6 أندية في تسعة عشر موسمًا وسجل خلالها 27 هدفًا ضمن 451 مباراة. حيث فاز في موسمين بالكأس ولم يفز بأي دوري.
خاض توماس بيرثولد مسيرته مع نادي آينتراخت فرانكفورت في موسم 1982–83 ليلعب معه خمسة مواسم، مشاركًا في 111 مباراة سجل خلالها 17 هدفًا. ثم انتقل إلى نادي هيلاس فيرونا في موسم 1987–88 ولمدة موسمين، حيث شارك في 52 مباراة سجل خلالها هدفين. لينتقل بعدها إلى نادي روما في موسم 1989–90 ولمدة موسمين، مشاركًا في 62 مباراة سجل خلالها 3 أهداف. ثم انتقل إلى نادي بايرن ميونخ في موسم 1991–92 ولمدة موسمين، مشاركًا في 30 مباراة سجل خلالها هدفًا واحدًا. هذا وانتقل لاحقًا إلى نادي شتوتغارت في موسم 1993–94 ليلعب معه سبعة مواسم، مشاركًا في 191 مباراة سجل خلالها 4 أهداف. ثم انتقل بعدها إلى نادي أضنة سبور في موسم 2000–01 لمدة موسم واحد، مشاركًا في 5 مباريات ولم يسجل أي هدف.

## روابط خارجية
- توماس بيرثولد على موقع الاتحاد الدولي (مؤرشف)  (الإنجليزية)
- توماس بيرثولد على موقع اتحاد تركيا (لاعب) (الإنجليزية)
- توماس بيرثولد على موقع قاعدة بيانات كرة القدم.إي يو (الإنجليزية)
- توماس بيرثولد على موقع بيانات كرة القدم. دي إي (الألمانية)
- توماس بيرثولد على موقع ناشيونال فوتبول تيمز (الإنجليزية)
- توماس بيرثولد على موقع عالم كرة القدم.نت (الإنجليزية)